# Matthew Lewis
Matthew Lewis (ur. 27 czerwca 1989 w Leeds) – brytyjski aktor, najbardziej znany z roli Neville’a Longbottoma z filmów o Harrym Potterze.

## Życiorys

### Wczesne lata
Urodził się w Leeds w hrabstwie West Yorkshire jako najmłodszy z trzech synów Adriana Lewisa i Lyndy Needham. Dorastał w pobliskim mieście Horsforth ze starszymi braćmi – Chrisem, który został redaktorem telewizyjnym, i Anthonym (ur. 31 marca 1983), muzykiem i aktorem występującym w brytyjskiej operze mydlanej Emmerdale. Uczęszczał do szkoły katolickiej St Mary’s Menston Catholic Voluntary Academy w Menston.

### Kariera
Zaczął występować już w wieku 5 lat, podążając śladami swojego brata Anthony’ego. Karierę rozpoczynał od małych ról w programach telewizyjnych – Johnathana Taylora w Some Kind of Life, Davy’ego Plesseya w Dalziel and Pascoe, Billy’ego Bevana w Where the Heart Is, Alana Quigleya w Heartbeat czy Christophera Oldfielda w This Is Personal: The Hunt for the Yorkshire Ripper. Największą sławę przyniosła mu rola gamoniowatego i pucułowatego Neville’a Longbottoma w filmie Harry Potter i Kamień Filozoficzny. Wystąpił także w pozostałych ekranizacjach książek o Harrym Potterze.
Lewis, wraz z koleżanką z planu Bonnie Wright, był gościem oficjalnej polskiej premiery filmu Harry Potter i Książę Półkrwi w Krakowie.
W 2011 zadebiutował na scenie jako Lester Cole w przedstawieniu Werdykt (Verdict) według Agathy Christie. W czerwcu 2012 na deskach w dzielnicy West End zagrał rolę Micka w spektaklu Our Boys. Na planie serialu BBC Bluestone 42 (2014–2015) wystąpił jako kapral Gordon „Towerblock” House w pikantnej, homoerotycznej scenie. W maju 2015 wziął udział w sesji zdjęciowej w bieliźnie Armaniego do brytyjskiego magazynu „Attitude”. W 2018 wystąpił jako Tom Dreyton, syn Gail Stanley (Zoë Wanamaker) w serialu ITV Przyjaciółki (Girlfriends).

## Filmografia

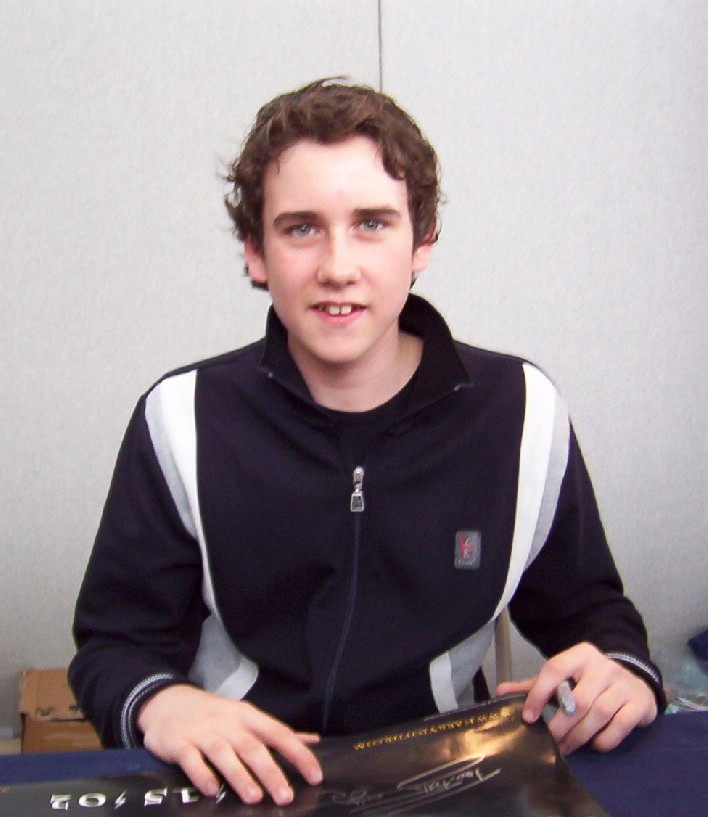
Matthew Lewis, 2003

- 1995 Some Kind of Life jako Jonhatan Taylor
- 1996 Dalziel and Pascoe: An Advancement of Learning jako Davy Plessey (gościnnie)
- 1997 Where the Heart Is jako Billy Bevan (gościnnie)
- 1999 Heartbeat jako Alan Quigley (gościnnie)
- 2001 Harry Potter i Kamień Filozoficzny jako Neville Longbottom
- 2002 Harry Potter i Komnata Tajemnic jako Neville Longbottom
- 2004 Harry Potter i więzień Azkabanu jako Neville Longbottom
- 2005 Harry Potter i Czara Ognia jako Neville Longbottom
- 2007 Harry Potter i Zakon Feniksa jako Neville Longbottom
- 2008 Harry Potter i Książę Półkrwi jako Neville Longbottom
- 2010 Harry Potter i Insygnia Śmierci. Część I jako Neville Longbottom
- 2011 Harry Potter i Insygnia Śmierci. Część II jako Neville Longbottom
- 2012 The Night of the Loving Dead jako Nigel (dubbing)
- 2012 The Syndicate jako Jamie Bradley (sezon 1)
- 2013 Wasteland jako Dodd
- 2013 The Sweet Shop jako reporter
- 2014–2015 Bluestone 42 jako Gordon „Towerblock” House (sezony 2, 3)
- 2015 Death in Paradise jako Dominic Claydon (gościnnie)
- 2016 Ripper Street jako D S Samuel Drummond (sezon 4)
- 2016 Happy Valley jako Sean (sezon 2)
- 2016 Me Before You jako Patrick